# Oberbruck
Oberbruck – miejscowość i gmina we Francji, w regionie Grand Est, w departamencie Górny Ren.
Według danych na rok 1990 gminę zamieszkiwały 462 osoby, 107 os./km².